# 承久
承久（）は、日本の元号の一つ。建保の後、貞応の前。1219年から1222年までの期間を指す。この時代の天皇は順徳天皇、仲恭天皇、後堀河天皇。後鳥羽上皇の院政、鎌倉幕府将軍は空位、執権は北条義時。

## 改元
- 建保7年4月12日（ユリウス暦1219年5月27日）：改元。旱魃と三合によるとされる（『百錬抄』）。
- 承久4年4月13日（ユリウス暦1222年5月25日）：貞応に改元。

## 承久期におきた出来事
3年
- 4月20日：順徳天皇、仲恭天皇に譲位。
- 6月：承久の乱により、後鳥羽上皇が討幕の兵をあげるも2か月で鎮圧。
- 7月9日：幕府により仲恭天皇廃位。後堀河天皇が即位。

## 西暦との対照表
※は小の月を示す。
| 承久元年（己卯） | 一月      | 二月※ | 閏二月※ | 三月  | 四月※ | 五月※ | 六月  | 七月  | 八月※ | 九月  | 十月    | 十一月   | 十二月※   |
| ---------------- | --------- | ----- | ------- | ----- | ----- | ----- | ----- | ----- | ----- | ----- | ------- | -------- | --------- |
| ユリウス暦       | 1219/1/18 | 2/17  | 3/18    | 4/16  | 5/16  | 6/14  | 7/13  | 8/12  | 9/11  | 10/10 | 11/9    | 12/9     | 1220/1/8  |
| 承久二年（庚辰） | 一月      | 二月※ | 三月※   | 四月  | 五月※ | 六月※ | 七月  | 八月※ | 九月  | 十月  | 十一月  | 十二月※  |           |
| ユリウス暦       | 1220/2/6  | 3/7   | 4/5     | 5/4   | 6/3   | 7/2   | 7/31  | 8/30  | 9/28  | 10/28 | 11/27   | 12/27    |           |
| 承久三年（辛巳） | 一月      | 二月  | 三月※   | 四月※ | 五月  | 六月※ | 七月※ | 八月  | 九月※ | 十月  | 閏十月※ | 十一月   | 十二月    |
| ユリウス暦       | 1221/1/25 | 2/24  | 3/26    | 4/24  | 5/23  | 6/22  | 7/21  | 8/19  | 9/18  | 10/17 | 11/16   | 12/15    | 1222/1/14 |
| 承久四年（壬午） | 一月      | 二月※ | 三月    | 四月※ | 五月  | 六月※ | 七月※ | 八月  | 九月※ | 十月  | 十一月  | 十二月※  |           |
| ユリウス暦       | 1222/2/13 | 3/15  | 4/13    | 5/13  | 6/11  | 7/11  | 8/9   | 9/7   | 10/7  | 11/5  | 12/5    | 1223/1/4 |           |